# Trichothurgus laticeps
Trichothurgus laticeps är en biart som först beskrevs av Heinrich Friese 1906.  Trichothurgus laticeps ingår i släktet Trichothurgus och familjen buksamlarbin. Inga underarter finns listade i Catalogue of Life.